# حوسبة تطورية
الحوسبة التطورية في علوم الحاسوب، مجموعة من الخوارزميات من أجل التحسين العالمي المستوحى من التطور البيولوجي، والحقل الفرعي للذكاء الاصطناعي والحوسبة اللينة التي تدرس هذه الخوارزميات. من الناحية الفنية، فهي عبارة عن عائلة مكونة من مُحللي مشكلات التجربة والخطأ المرتكزة على السكان وذات شخصية محسنة على الأدلة العليا أو التصادفية.
يُنشأ في الحوسبة التطورية مجموعة أولية من الحلول المرشحة وتُحدث تحديثًا متكررًا. يُنتج كل جيل جديد عن طريق إزالة الحلول الأقل رغبةً وإدخال تغييرات عشوائية صغيرة. في المصطلحات الحيوية، يتعرض عدد من المحاليل للانتقاء الطبيعي (أو الانتقاء الاصطناعي) والطفرة. نتيجة لذلك، سيتطور السكان تدريجياً لزيادة اللياقة، وفي هذه الحالة تكون وظيفة اللياقة البدنية المختارة للخوارزمية.
يمكن لتقنيات الحوسبة التطورية إنتاج حلول محسّنة للغاية في مجموعة واسعة من إعدادات المشكلات، مما يجعلها شائعة في علوم الحاسوب. توجد العديد من المتغيرات والإضافات، مناسبة لعائلات أكثر تحديدًا من المشكلات وبنية البيانات. يستخدم الحساب التطوري أيضًا في بعض الأحيان في البيولوجيا التطورية كإجراء تجريبي سلوكي لدراسة الجوانب الشائعة للعمليات التطورية العامة.